# Morellia basalis
Morellia basalis är en tvåvingeart som beskrevs av Walker 1853. Morellia basalis ingår i släktet Morellia och familjen husflugor. Inga underarter finns listade i Catalogue of Life.